# La mulata de Córdoba
La mulata de Córdoba es una ópera en un acto con tres escenas con libreto de  Xavier Villaurrutia y Agustín Lazo con música de José Pablo Moncayo.

## Argumento

### Acto acontecimiento la primera parte
La acción transcurre en una plaza de la ciudad de Córdoba, Veracruz. La mulata Soledad es acosada por sus enamorados y la gente comenta el misterio que rodea a la mujer. Se desconoce su origen y, a pesar de su edad, ella no envejece. Entre los enamorados está Anselmo, que le declara su amor. Aunque ella no le promete amor confía en él, pues el parecido con su padre es suficiente para revelar sus secretos. Aurelio, antiguo amante de Soledad, que pretende salvar a Anselmo de los hechizos de la mulata, pero la mujer desaparece y su espada mata a Anselmo.

#### Escena Segunda
En la plaza de Santo Domingo en la Ciudad de México, el asedio amoroso a la mulata continúa. Ahora, en la plaza de Santo Domingo, se le pregunta de dónde ha venido. En su desesperación por verse acorralada, la mulata huye a las puertas del Palacio del Santo Oficio.

#### Escena Tercera
En el Palacio de la Inquisición en la Ciudad de México, la mulata Soledad, que se creyó protegida de la turba enardecida, se ve ahora enfrentada al Inquisidor. Éste le ordena confesar su origen o le advierte que será condenada por tratos con el demonio. De un grupo de frailes surge Anselmo, que pide permiso para hablar con la mulata. Dado que ella dice que no puede pronunciar el nombre de su padre, Anselmo la exhorta a escribir su nombre sobre el muro. La mulata dibuja una embarcación. Al terminar tal magnífica representación, ella toma la mano de Anselmo y ambos suben a la nave, la cual desaparece con los personajes.

## Datos históricos
El 23 de octubre de 1948 se estrenaron en un solo programa tres óperas en el Palacio de Bellas Artes Elena de Eduardo Hernández Moncada (libreto de Francisco Zendejas sobre una trama extraída de un corrido popular); Carlota de Luis Sandi (libreto del mismo Francisco Zendejas sobre un episodio del Imperio de Maximiliano I de México) y La mulata de Córdoba, de José Pablo Moncayo (libreto de Agustín Lazo y Xavier Villaurrutia, basado en la conocida leyenda virreinal. Las tres óperas recibieron excelentes críticas, pero solo la ópera de Moncayo se ha repuesto.

### Reparto del estreno
| Papel         | Tesitura     | Estreno Mundial, 23 de octubre de 1948 Orquesta Sinfónica de Xalapa Coro del Conservatorio Nacional de Música Puesta en escena: Dino Yannopoulos Escenografía: Agustín Lazo Dirección: José Pablo Moncayo |
| ------------- | ------------ | --- |
| Soledad       | mezzosoprano | Oralia Domínguez |
| Anselmo       | tenor        | José I. Sánchez |
| Aurelio       | barítono     | Ignacio Ruffino |
| El Inquisidor | bajo         | Pedro Garnica |
| El enamorado  | tenor        | Alfonso Carone |

### Recepción
La ópera se estrenó el 23 de octubre de 1948. Se presentó luego:
- Gran Teatro del Liceo de Barcelona (1.4 y 8 de enero de 1966)
- Festival de Sonora (enero de 2011)
- Palacio de Bellas Artes (13 / 15 / 19 / 21 de febrero de 2011)

## Literatura complementaria
- Diccionario de la música española e hispanoamericana (DMEH), obra auspiciada por la Sociedad General de Autores y Editores (SGAE) y por el Instituto Nacional de las Artes Escénicas y de la Música (INAEM) del Ministerio de Educación, Cultura y Deporte de España.
- Gabriel Pareyón. Diccionario de Música en México. México: Secretaría de Cultura de Jalisco 1995.
- Octavio Sosa. Diccionario de la ópera mexicana. México: CNCA 2003.

## Grabaciones
| Año  | Reparto | Conductor Teatro y Orquesta                           | Editora                   |
| ---- | --- | ----------------------------------------------------- | ------------------------- |
| 2006 | Soledad: Gabriela Thierry Anselmo: Mauricio Esquivel Aurelio: Armando Gama Inquisidor: Sergio Meneses Primer Enamorado: Gustavo Cuautli | Juan Carlos Lomónaco Orquesta Sinfónica Carlos Chávez | CD: URTEXT JBCC122 (1 Cd) |